# Erika Tymrak
Erika Leigh Tymrak (Detroit, Michigan, Estados Unidos; 7 de agosto de 1991) es una futbolista estadounidense. Juega como centrocampista en el Orlando Pride de la National Women's Soccer League de Estados Unidos. Ha sido internacional con la selección de Estados Unidos del 2013 al 2014.

## Trayectoria
Tymrak fue seleccionada en la segunda ronda del draft de la NWSL de 2013 por FC Kansas City. Fue nombrada Jugadora del Mes de la NWSL durante el mes de julio después de anotar tres goles y servir una asistencia en seis juegos. Al terminar la temporada 2013, fue nombrada Novata del Año de la NWSL.
En septiembre de 2013, firmó con el Bayern Múnich de la Bundesliga Femenina en calidad de préstamo.
En octubre de 2016, fue cedida al club australiano Melbourne City de la W-League.
Luego de la temporada 2017, el club FC Kansas City se disolvió, con lo cual Tymrak se unió al Utah Royals FC el 22 de enero de 2018. El 6 de enero de 2020, anunció su retiro del fútbol a la edad de 28 años.
El 30 de enero de 2021, Tymrak volvió de su retiro después de que Orlando Pride adquiriera sus derechos.

## Estadísticas

### Clubes
| Club                      | País           | Año             |
| ------------------------- | -------------- | --------------- |
| FC Kansas City            | Estados Unidos | 2013 - 2017     |
| Bayern Múnich (préstamo)  | Alemania       | 2017            |
| Melbourne City (préstamo) | Estados Unidos | 2016 - 2017     |
| Utah Royals               | Estados Unidos | 2018 - 2019     |
| Orlando Pride             | Estados Unidos | 2021 - presente |

## Palmarés

### Títulos nacionales
| Título                         | Club           | País           | Año     |
| ------------------------------ | -------------- | -------------- | ------- |
| National Women's Soccer League | FC Kansas City | Estados Unidos | 2014    |
| National Women's Soccer League | FC Kansas City | Estados Unidos | 2015    |
| W-League                       | Melbourne City | Australia      | 2016-17 |

### Distinciones individuales
| Distinción            | Año  |
| --------------------- | ---- |
| Novata del Año (NWSL) | 2013 |